# TL 9000
TL 9000 è un sistema di gestione della qualità sviluppato dal QuEST Forum (organizzazione che riunisce i più grandi provider nell'ambito delle telecomunicazioni), al fine di venire incontro ai requisiti di qualità della fornitura di servizi e prodotti nel settore dell'industria delle telecomunicazioni.
Il sistema si basa sullo standard ISO 9001:2000, aggiungendo i requisiti tipici del mondo delle telecomunicazioni.
Il sistema prevede una struttura di misurazione della qualità dei prodotti/servizi forniti in base al settore di appartenenza (produttori di hardware, produttori di software, erogatori di servizi).